# Siège de Gênes (1747)
Pour les articles homonymes, voir Siège de Gênes.
Guerre de Succession d'Autriche
Batailles
- Mollwitz (04-1741)
- Chotusitz (05-1742)
- Sahay (05-1742)
- Prague (06/12-1742)
- Dettingen (06-1743)
- Cap Sicié (02-1744)
- 19 mai 1744
- Menin (05/06-1744)
- Ypres (06-1744)
- Furnes (07-1744)
- Fribourg (11-1744)
- Tournai (04/06-1745)
- Pfaffenhofen (04-1745)
- Fontenoy (05-1745)
- Hohenfriedberg (06-1745)
- Melle (07-1745)
- Gand (07-1745)
- Bruges (07-1745)
- Audenarde (07-1745)
- Termonde (08-1745)
- Ostende (08-1745)
- Nieuport (08/09-1745)
- Ath (09/10-1745)
- Soor (09-1745)
- Hennersdorf (11-1745)
- Kesselsdorf (12-1745)
- Culloden (04-1746)
- Mons (06/07-1746)
- Bruxelles (01/02-1746)
- Namur (09-1746)
- Charleroi (07/08-1746)
- Lorient (09/10-1746)
- Rocourt (10-1746)
- Cap Finisterre (1er) (05-1747)
- Lauffeld (07-1747)
- Bergen-op-Zoom (07/09-1747)
- Cap Finisterre (2e) (10-1747)
- Saint-Louis-du-Sud (03-1748)
- 18 mars 1748
- Maastricht (04/05-1748)

Campagnes italiennes
- Combat de Saint-Tropez (06-1742)
- Camposanto (02-1743)
- Villafranca (04-1744)
- Casteldelfino (07-1744)
- Velletri (08-1744)
- Madonne de l'Olmo (09-1744)
- Bassignana (09-1745)
- Josseau (10-1745)
- Plaisance (06-1746)
- Tidone (08-1746)
- Rottofreddo (08-1746)
- Gênes (1er) (12-1746)
- Gênes (2e) (07-1747)
- Assietta (07-1747)

Le second siège de Gênes, pendant la guerre de Succession d'Autriche marque la résistance de la ville en 1747.

## Circonstances
Le siège de Gênes a lieu en 1747 quand une armée autrichienne sous le commandement du comte Schulenberg lance une tentative de reprise de la capitale de la république de Gênes.
En effet, les Autrichiens avaient capturé puis perdu Gênes en 1746 et voulaient la reprendre avant d'envisager d'autres opérations contre Naples ou la France. Les forces de Schulenberg atteignirent la périphérie de la ville en avril, avant de se rendre compte qu'il avait besoin de plus de troupes. Douze bataillons d'infanterie sardes sont arrivés en juin. Le retard avait permis aux troupes françaises et espagnoles d'arriver sous le commandement de Joseph Marie, duc de Boufflers pour renforcer la garnison.
Une force franco-espagnole du maréchal de Belle-Isle et du général Las Minas arrivant, les Sardes se retirèrent. Schulenberg abandonna le siège tout en blâmant les Sardes.

## Suites
La prise manquée de la ville mit une pression entre les alliés britanniques, sardes et autrichiens.